# 早乙女貢
早乙女 貢（さおとめ みつぐ、1926年1月1日 - 2008年12月23日）は、日本の歴史小説・時代小説作家。満州・ハルビン生まれ。本名は鐘ヶ江秀吉、ペンネームは「若い娘に金品を貢ぐ」の意味。慶應義塾大学文学部中退。代表作に吉川英治文学賞を受賞した『會津士魂』など。

## 経歴

### 生い立ち
曾祖父の為親が会津藩士で、戊辰戦争にも参加。祖父の代にアメリカに渡り、いったん横浜に帰国するがすぐに上海に渡り、一家は中国に住む。1926年1月1日、ハルビン市ポツレヤ街10号3番地4で生まれ、父茂一届出、同月12日ハルビン駐在総領事天羽英二受付、同月28日送付入籍。本名の「秀吉」は、元日生まれであることから、1月1日生まれの伝承を持つ豊臣秀吉に因んで名づけられた。祖母からは「近代合理主義の非情な人間になること」を憂い、「繰り返し士道をを教え、人の心、その美しき魂を養うべく、日常の起居から」鍛えられ、また「人を騙すくらいなら、騙されろ」「己を律するをもって、他を律するべからず」と教えを受けた。少年時代は体が弱いせいもあって、15、5歳頃から小説家になることを志し、徴兵検査では肺浸潤のため不合格となった。
1946年に九州に引き揚げる。博多に住んでいる頃に『九州文学』関係者が発行していた『叡智』誌の懸賞小説に応募し、入選者なしの佳作1位となったが、雑誌が廃刊となり原稿も遺失された。

### 作家活動
1948年に上京し、懸賞小説の入選などを経て『講談倶楽部』などの倶楽部雑誌や新聞に作品を発表するようになる。1952年頃、横浜の山本周五郎の仕事場に編集者と訪ねたのを契機に師事する。1955年頃、倶楽部雑誌新人賞受賞者の集まり「泉の会」に所属、メンバーは池上信一、中川童二、村上仁、童門冬二、井口朝生、生田直親、伊藤桂一ら。そのメンバー伊藤桂一、尾崎秀樹らと同人誌「小説会議」を1956年に創刊、その中で雑誌連載に加えて長編書き下ろしをこなす文筆専業になっており、またこの頃から着流しで長髪姿だったこの掲載作の歴史小説「鬼の骨」「叛臣伝」で直木賞候補。1965年頃に有馬頼義主催の「石の会」に参加。
1968年、「小説会議」に掲載した「野鶏路」に手を加えた、マリア・ルス号事件を扱った『僑人の檻』で直木賞受賞。『オール読物』『小説新潮』などの中間小説誌や、『週刊新潮』などの週刊誌、『歴史読本』などに作品を発表する。
呂宋から送り込まれた妖術者との戦い『死神は黒衣をまとう』、幕末の横浜居留地を舞台に柊城之介の活躍する『城之介非情剣』などの伝奇小説、『おれが天一坊』『悪霊』などのピカレスクロマン、テレビドラマ化もされた『忍法かげろう斬り』シリーズ、『忍法秘巻」シリーズなどの忍者小説、『秘剣鱗返し』『武蔵を斬る』などの剣豪小説、その他戦国時代、明治維新を舞台にした作品も多い。また当時の保守的モラルを基調とする時代小説の中では、エロティシズム描写に独自性があった。1976年『北条早雲』で吉川英治賞候補。また『霧の海』『QE2世号殺人事件』などの現代ミステリもある。「東京スポーツ」紙では『おれが百万石 前田慶次郎風流譚』などを長年連載をしていた。

### 会津士魂
ライフワークともされる『會津士魂』は、『歴史読本』誌で1970年から連載213回、原稿用紙7000枚に及ぶ全13巻の大作で、完結後の1988年に東京会館で完結祝いが開かれ、発起人遠藤周作、丸谷才一、森繁久彌はじめ600人近くの出席があった。明治維新後の会津藩士を描いた続編の『続會津士魂』全8巻も2001年に完結した。会津出身で渡米した桶屋の娘を描いた『おけい』（吉川英治賞候補）などの会津ものもある。
会津松平家当主松平保久と親交があり、会津藩への思慕の強い作家として有名であり、1968年直木賞受賞時には『東京新聞』に「私の血の命じるまま」と題して寄稿し、「会津武士の末裔としての血の意識が痛切に私の運命を支配しているのは、曽祖父の悲憤が、三代にわたって外国生活を強いる結果となったことと無関係ではない」と、明治維新が作家としての出発点であることを述べている。『會津士魂』に代表される幕末作品・考察における視点は一貫して会津・新撰組など幕府側に立っており、明治新政府側の薩摩藩・土佐藩などの西国諸藩や、最後には会津藩を見捨てた徳川幕府に対して批判的であり、とりわけ会津藩と終始敵対した長州藩とその関係者に対しては、徹底的に辛辣かつ一切容赦のない全面的に否定的な記述に終始している。そうした記述姿勢に対する批判も少なくない。『會津士魂』完結祝いの席上挨拶では「非業に仆れた会津、三千人の犠牲者の霊がこれまでの私を励ましてくれたのです」とも語っている。ただし薩長、尊攘側についても、長州人の山田顕義について好意的な『志士の肖像』や、『奇兵隊の叛乱』、月形半平太を題材にした「ある志士の像」、中山忠光を題材にした「最後の天誅組」などを著している。またこれらの作品に対しては「（『会津士魂』のような）本格的な歴史小説を書く場合でも、本書（『忍法かげろう斬り』）の様な忍者ものを書く場合でも、作者の視点は、歴史の中に存在した名も無き者たち、もしくは不当に歴史の裏面に追いやられていった者たちを描くという点において、常に一貫している」「紛れもない大衆作家の一人である」（縄田一男）とも評されている。
歴史エッセイとして、『歴史に学ぶ「叛逆者」の人生哲学』（「北条早雲」「松永久秀」「石田三成」「由井正雪」「近藤勇」収録）の他、人物評伝や時代論など多い。師の山本周五郎には晩年まで親しく接し、1967年の葬儀では棺を先頭で担ぎ、没後35年・生誕百年の2003年に回想記『わが師山本周五郎』を執筆した。
日本ペンクラブ常任理事を務め、1984年国際ペンクラブ東京大会では企画司会等を担当、1985年サンマリノ、86年ハンブルク、87年ルガーノ、88年ソウル、1990年マディラ、92年リオデジャネイロでの国際ペン大会に出席。1993年に専務理事就任、サンティアゴ・デ・コンポステーラでの国際ペン大会、1995年ブレッドでの国際作家会議、エルサレムでの日本文学フェスティバル、1996年グアダラハラ、1997年ブレッドでの国際ペン大会に代表として出席。
会津若松市の会津まつりの藩公行列では、例年西郷頼母役で参加していた。趣味の絵画では、1984年に新宿高野ギャラリーで『江戸を歩く』原画等による個展、1985年に会津中合デパートで『會津士魂』出版記念個展「早乙女貢が描く会津の詩」、1995年に京王プラザギャラリーで「城下町を描く絵画展」などを開催。1999年「政経文化画人展」に出品し、文部大臣賞を受賞。北辰一刀流は二段の腕前。1987年に映画化された『竜馬を斬った男』では浪士役で特別出演した。
2008年10月28日に鎌倉の自宅で吐血して入院、12月23日に胃癌のため死去した。
早乙女は、尾崎秀樹が創設した大衆文学研究会の2代目会長となった。早乙女の死去後、大衆文学研究会により主催されていた「尾崎秀樹記念・大衆文学研究賞」が「尾崎秀樹記念・大衆文学研究賞（早乙女貢基金）」となっている。

## 受賞歴
- 1968年 - 『僑人の檻』で第60回直木賞
- 1988年 - 『會津士魂』で第23回吉川英治文学賞
- 2003年 - 『わが師 山本周五郎』で第16回大衆文学研究賞特別賞

## 作品リスト
- 『千葉の小天狗』大和出版 1956年、改題『青春の剣』春陽文庫、原題で双葉文庫
- 『八幡大菩薩』東方社 1956年
- 『黄金鬼』同光社出版 1957年
- 『黄金秘帖』同光社出版 1957年
- 『大江戸花暦』東方社 1957年 のち春陽文庫、双葉文庫
- 『黒潮姫』同光社出版 1957年 のち春陽文庫
- 『さむらい鴉』東方社 1957年 のち春陽文庫、双葉文庫
- 『残月一刀流』大和出版 1957年
- 『戦国恋編笠』同光社出版 1957年 のち春陽文庫、双葉文庫
- 『鍔鳴り月夜』東方社 1957年
- 『江戸の恋とんび』東方社 1958年 のち双葉文庫
- 『慶長水滸伝』東方社 1958年 のち春陽文庫
- 『地獄の走狗』東方社 1958年 のちケイブンシャ文庫
- 『巷風之介』浪速書房 1958年
- 『秘剣三代』同光社出版 1958年
- 『江戸まだら蛇』浪速書房 1959年 のち春陽文庫
- 『剣客往来』浪速書房 1959年 のち春陽文庫
- 『恋を斬る剣』東方社 1959年
- 『さみだれ無頼』和同出版社 1959年 のち春陽文庫
- 『流れ星美男剣士』同光社出版 1959年
- 『花斬り頭巾』浪速書房 1959年
- 『秘剣波の千鳥』同光社出版 1959年、改題『剣鬼葵紋之介』ケイブンシャ文庫
- 『姫恋峠』和同出版社 1959年
- 『恋乱菊』浪速書房 1960年
- 『御家人無頼』浪速書房 1960年 のち春陽文庫、改題『塔十郎無頼剣』ケイブンシャ文庫
- 『疾風くれない峠』浪速書房 1960年
- 『虹を追う武士』浪速書房 1960年
- 『明智光秀』東方社 1961年、改題『死ぬな光秀』桃源社 1970年、のち文春文庫
- 『まぼろし若殿』浪速書房 1961年 のち春陽文庫
- 『かげろう伝奇』青樹社 1962年 のち旺文社文庫、富士見書房・時代小説文庫
- 『風魔忍法帖』東方社 1962年 のち角川文庫、改題『風魔小太郎 風魔忍法帖』学陽書房・人物文庫、学研M文庫
- 『浪人街』青樹社 1962年、改題『江戸浪人街』春陽文庫、『柳生天誅剣』ケイブンシャ文庫
- 『伊賀忍法』青樹社 1963年 のち春陽文庫、双葉文庫
- 『斬らずの若殿』東方社 1963年 のち春陽文庫、双葉文庫
- 『甲賀忍秘抄』青樹社 1963年
- 『刺客』東方社 1963年
- 『忍法秘巻』シリーズ
  - 『忍法秘巻』東方社 1963年 のち春陽文庫、徳間文庫
  - 『忍法無情』東方社 1964年 のち春陽文庫、双葉文庫、徳間文庫
  - 『忍法系図』東方社 1964年 のち春陽文庫、双葉文庫、徳間文庫
  - 『忍法女笛』東方社 1964年 のち春陽文庫、双葉文庫、徳間文庫
  - 『忍法関ケ原』東方社 イースト・ブックス 1965年 のち春陽文庫、双葉文庫、徳間文庫
  - 『忍法雪月花』東方社 1965年 のち春陽文庫、双葉文庫、徳間文庫
  - 『忍法紅絵図』東方社 1967年 のち春陽文庫、双葉文庫、徳間文庫
- 『忍法無惨帖』青樹社 1963年 のち双葉文庫
- 『残酷の河』青樹社 1964年 のち春陽文庫
- 『女忍殺法帖』青樹社 1964年
- 『風魔忍秘抄』東方社 1964年
- 『風魔三国志』東方社 1965年
- 『くノ一非情』青樹社 1966年
- 『黒虫忍法帖』青樹社 1966年 のち双葉文庫
- 『忍法くノ一』青樹社 1966年 のち富士見書房・時代小説文庫
- 『野伏り忍法記』東方社 1966年
- 『乱世忍法記』東方社 1966年
- 『くノ一秘図』青樹社 1967年 のち富士見書房・時代小説文庫
- 『甲賀女忍記』青樹社 1967年
- 『血卍忍法帖』青樹社 1967年 のち双葉文庫
- 『山彦忍法帖』青樹社 1967年、改題『山彦伝奇』旺文社文庫
- 『うつせみ忍法帳』春陽文庫 1968年 のち双葉文庫 富士見書房・時代小説文庫
- 『僑人の檻』講談社 1968年 のち角川文庫
- 『くぐつ忍法帖』青樹社 1968年、改題『傀儡忍法帖』双葉文庫
- 『忍び風魔党』青樹社 1968年
- 『忍法赤い城』青樹社 1968年 のち双葉文庫
- 『忍法川中島』青樹社 1968年 のち富士見書房・時代小説文庫
- 『根来忍法』青樹社 1968年
- 『幻忍法帖』青樹社 1968年、改題『まぼろし伝奇』旺文社文庫 富士見書房・時代小説文庫
- 『暗殺剣』春陽文庫 1969年
- 『鬼の骨』講談社 1969年（短編集）
- 『維新の旗風』毎日新聞社 1969年 のち集英社文庫
- 『出雲の阿国』浪速書房 1969年 出雲阿国
- 『剣鬼秘伝』東京文芸社 1969年 のち春陽文庫
- 『此村大吉無頼帖』青樹社 1969年 のち春陽文庫、改題『大吉無頼帖』双葉文庫
- 『御家人無頼』日本文華社 文華新書 1969年
- 『忍法車一族』東方社 1969年 のち春陽文庫、双葉文庫
- 『乱菊の太刀』青樹社 1969年 のちケイブンシャ文庫（短編集）
- 『風塵』毎日新聞社 1970年（新聞13紙、19768年5月5日-1969年3月10日）のち講談社文庫
- 『大坂城炎上す』新人物往来社 1970年、改題『落城の花』集英社、『大坂城炎上』角川文庫
- 『おれは伊賀者』講談社 1970年（短篇集）のち光文社文庫
- 『血汐鷹』桃源社 1970年
- 『奇兵隊の叛乱』新人物往来社 1970年 のち集英社文庫
- 『おんな七色』東京スポーツ新聞社 1970年 のちケイブンシャ文庫
- 『緋ぼたんの女』青樹社 1970年 のちケイブンシャ文庫
- 『百万両伝奇』東京文芸社 1970年 のち集英社文庫
- 『竜馬を斬った男』東京文芸社 1970年 のち春陽文庫 双葉文庫、集英社文庫
- 『泰平の底』新潮社 1971年（『週刊新潮』1970年5月23日-12月26日）のち集英社文庫
- 『死神は黒衣をまとう』集英社 1971年（『週刊ポスト』1971年1月1日-9月10日）
- 『赤い渦潮』（阿波の巻）（鳴門の巻）（江戸の巻）毎日新聞社 1971-72年（『小説サンデー毎日』1970年10月-1972年3月）のち集英社文庫
- 『江戸の恋とんび』日本文華社 文華新書 1971年 のち春陽文庫
- 『江戸の小鼠』日本文華社 文華新書 1972年 のち春陽文庫、改題『江戸怪盗伝』双葉文庫
- 『きまぐれ剣士』日本文華社 文華新書 1972年 のち春陽文庫、双葉文庫
- 『権謀』文藝春秋 1972年（『四国新聞』『西日本スポーツ』など、1970年3月2日-1971年11月21日）のち文庫、改題『戦国権謀』東京文芸社 松永久秀
- 『東海道をつっ走れ』徳間書店 1972年 のち春陽文庫、改題『血刃街道』徳間文庫
- 『乱世の女』新潮社 1972年
- 『忍び無惨（忍法乱れ雲 忍法無惨帖）』ベストセラーズ 1972年
- 『斎藤道三 戦国の梟雄』桃源社 1973年
- 『城之介非情剣』新潮社 1973年（『週刊新潮』1972年1月1日-9月2日「一人ずつ順々に」改題）のち集英社文庫
- 『忍法かげろう斬り』（風の巻）（火の巻）（地の巻）（水の巻）サンケイ新聞社 1973年（『週刊サンケイ』1972年4月14日-1973年11月16日）
  - 青樹社再編集版
    - 『忍法かげろう斬り 忍びの鷹』1974年
    - 『忍法かげろう斬り くノー地獄』1976年
    - 『忍法かげろう斬り くノ一卍』1976年
    - 『忍法かげろう斬り くノ一御殿』1976年

  - 徳間文庫版
    - 『忍法かげろう斬り 1』1991年
    - 『忍法かげろう斬り 2 不知火の忍者』1991年
    - 『忍法かげろう斬り 3 忍びの鷹』1992年
- 『幕末愚連隊』（上・下）文藝春秋 1973年（『週刊大衆』1972年1月6日-12月28日）のち文庫
- 『夢幻の城』東京文芸社 1973年（短編集）のち旺文社文庫
- 『海の琴』講談社 1973年（『徳島新聞』『大分合同新聞』『中国新聞』など、1971年10月27日-1972年12月10日）のち集英社文庫
- 『志士の女たち』桃源社 ポピュラー・ブックス 1973年 のち春陽文庫
- 『煩悩地獄暦』桃源社 ポピュラー・ブックス 1973年
- 『魔笛大名』日本文華社 文華新書 1973年 のち春陽文庫、双葉文庫
- 『暗殺』日本文華社 1973年（集英社文庫 1988年）（連作短編集）
- 『血槍三代』（青春篇）（愛欲篇）（風雲篇）毎日新聞社 1974年（『サンデー毎日』1971年11月14日-1974年6月16日）のち集英社文庫
- 『見習い同心獄門帳』新潮社 1974年 のち徳間文庫
- 『忍びの鷹』青樹社 1974年
- 『色に死にけり』桃源社 1974年 のちケイブンシャ文庫
- 『おけい』（上・下）朝日新聞社 1974年（『週刊朝日』1972年10月27日-1973年12月28日）のち文春文庫
- 『甲賀くノ一』青樹社 1974年 のち富士見書房・時代小説文庫
- 『元禄秘帖』毎日新聞社 1974年
- 『秘剣鱗返し』毎日新聞社 1975年 のち富士見書房・時代小説文庫
- 『八丈流人帳』光文社 1975年 のち徳間文庫
- 『沖田総司』（上・下）講談社 1976年（『河北新報』『新潟日報』『信濃毎日』『愛媛新聞』など、1974年4月26日-1975年3月20日）のち文庫
- 『霧の海』文藝春秋 1976年（『週刊文春』1975年1月1日-12月25日）
- 『北条早雲』（全5巻）文藝春秋 1976年（（『静岡新聞』1972年8月-1976年4月）「新九郎はいま」改題）のち文庫
- 『仇討崇禅寺馬場』講談社 1976年
- 『残映』読売新聞社 1976年（『読売新聞』1976年1月20日-9月21日）のち徳間文庫、「新選組原田左之助 残映」学陽書房・人物文庫
- 『平将門』ベストブック社、1976年
- 『呂宋助左衛門』講談社 1977年
- 『おれが天一坊』（青春篇）（怒濤篇）読売新聞社 1978年（『週刊読売』1977年1月1日-12月24日）のち徳間文庫
- 『明智光秀 物語と史蹟をたずねて』成美堂出版 1978年 のち文庫
- 『近衛兵の叛乱 竹橋事件顛末記』新人物往来社 1978年
- 『南海に叫ぶ 若き日の助左衛門』青樹社 1978年 のち富士見書房・時代小説文庫
- 『鶴千代血笑』春陽文庫、1978年
- 『八幡船伝奇』春陽文庫、1978年 のち旺文社文庫
- 『日本をダメにした明治維新の偉人たち』山手書房 1978年、改題『明治維新の偉人たち-その虚像と実像』1991年
- 『幕末の暗殺者』青樹社、1979年、改題『幕末の刺客』春陽文庫
- 『幕末の群像』新人物往来社 1979年
- 『独眼竜政宗』東京新聞出版局 1979年（『東京新聞』『中日新聞』『北海道新聞』『西日本新聞』『河北新報』『神戸新聞』、1977年9月30日-1979年2月26日）のち講談社文庫-伊達政宗
- 『亀裂』スポニチ出版 1979年（『スポーツニッポン』1978年7月29日-1979年3月28日）
- 『無惨妻敵討』青樹社 1979年
- 『風流剣士』春陽文庫、1979年 のち双葉文庫
- 『由比正雪』（青春篇）（風雲篇）文藝春秋 1979-1981年（『静岡新聞』、1977年11月4日-1983年12月28日）のち文庫
- 『竜馬暗殺』廣済堂出版 1980年（短編集）のちPHP文庫、レグルス文庫
- 『女女女物語』青樹社 1980年（『夕刊フジ』1976年11月18日-1977年10月12日）
- 『維新の里』弘済出版社 1980年（『旅の手帳』1978年4月-1979年3月）
- 『さむらいの詩（うた）』春陽文庫、1980年
- 『死神伝奇』光風社出版 1980年 のち旺文社文庫、富士見書房・時代小説文庫
- 『猫魔岳伝奇』光風社出版 1980年（『小説サンデー毎日』1974年6-9月）のち旺文社文庫、富士見書房・時代小説文庫
- 『花笛伝奇』光風社出版 1980年 のち旺文社文庫 富士見書房・時代小説文庫
- 『緋牡丹伝奇』光風社出版 1980年 のち旺文社文庫 富士見書房・時代小説文庫
- 『妖刀伝奇』光風社出版 1980年 のち旺文社文庫 富士見書房・時代小説文庫、徳間文庫
- 『武蔵を斬る』実業之日本社 1981年 のち光文社文庫
- 『地中海の貴婦人』青樹社 1981年、改題『QE2世号殺人事件』光文社文庫
- 『早乙女貢の乱世ぶった斬り』山手書房 1981年
- 『隠された維新史 志士たちの実像』廣済堂出版 1981年、改題『隠された幕末日本史』広済堂文庫
- 『忍法太閤記』（上・下）青樹社 1981年
- 『戦国の群像』新人物往来社 1981年
- 『男-生きざまの研究』PHP研究所 1982年 のち文庫
- 『新太閤記』（おれは日吉丸）（おれは藤吉郎）講談社 1982-1983年（『日本経済新聞』1980年9月16日-1981年10月9日、1981年10月12日-1983年2月24日）のち文庫、学陽書房・人物文庫
- 『風雲児列伝 「時代」に燃え尽きた男たち』PHP研究所 1983年
- 『悪霊―松永弾正久秀』読売新聞社 1983年（『週刊読売』1982年7月4日-1983年8月7日）のち新潮文庫
- 『夜の蜘蛛は殺せ』文藝春秋 1984年（『週刊文春』1983年4月7日-10月6日）のち双葉文庫
- 『実録・宮本武蔵』六興出版 1984年 のちPHP文庫
- 『真説遠山金四郎』青樹社 1984年 のちケイブンシャ文庫
- 『妖花の城』青樹社 1985年 『戦国青春記』角川文庫（伊勢宗瑞）
- 『若き獅子たち』（野望篇）（血風篇）（天誅篇）実業之日本社 1985年（『週刊小説』1979年10月26日-1981年10月9日）のち新潮文庫（土佐勤皇党）
- 『新撰組銘々伝』徳間書店 1985年 のち文庫、改題『新選組列伝』新人物往来社 2003年
- 『會津士魂』（全13巻）新人物往来社 1985-1988年（『歴史読本』1971年1月-1988年10月） のち集英社文庫
- 『陰の剣士』東京文芸社 1986年（短編集）（佐々木只三郎）
- 『忍法乱れ雲』双葉文庫 1986年
- 『叛臣伝 傑作時代小説』光文社文庫 1987年
- 『会津藩校日新館と白虎隊』新人物往来社 1988年
- 『淡雪物語』読売新聞社 1988年（短編集）
- 『春日局』講談社 1988年（『東京スポーツ』1986年1月14日-9月6日）のち文庫
- 『戦国の風雲児北条早雲』世界文化社 1988年
- 『続會津士魂』（全8巻）新人物往来社 1989-2001年（『歴史読本』1989年2月- 1988年10月）
- 『士魂の道 対談・鼎談集』新人物往来社 1989年
- 『からす組』講談社 1989年 のち文庫（『山陽新聞』『秋田魁新聞』『大阪新聞』など、1981年4月11日-1982年3月14日）
- 『剣鬼走る』東京文芸社 1989年
- 『戦国武将国盗り秘話』PHP文庫 1989年、『戦国武将の野望』大陸文庫
- 『志士の肖像』東京新聞出版局 1989年（『東京新聞』1988年4月16日-1989年6月30日）のち集英社文庫 山田顕義
- 『天下の糸平』文春文庫、1989年 田中平八
- 『ザンギリ愚連隊』講談社 1990年 のち文庫（彰義隊）
- 『明治の兄妹』新人物往来社 1990年 （新島八重と山本覚馬）
- 『幕末志士伝』新人物往来社 1991年
- 『ばさらい奴』PHP文庫、1991年（短編集）
- 『脱走人別帳』講談社 1991年（『小説現代』1991年2月-7月）、改題『会津啾々記―脱走人別帳』講談社文庫
- 『残月浪人街』双葉文庫 1991年（短編集）
- 『真説出雲の阿国』読売新聞社 1992年
- 『こんな男が乱世に勝つ』廣済堂出版 1993年
- 『新撰組斬人剣 小説土方歳三』講談社 1993年 のち文庫
- 『「徳川」が滅ぶとき 泰平から変革への事件簿』KKベストセラーズ・ワニ文庫 1993年
- 『秘剣 柳生十兵衛―隻眼一人旅』講談社 1993年 のち文庫
- 『江戸の夕映え』講談社 1994年 のち文庫（新門辰五郎などの連作）
- 『にっぽん妖女伝』集英社 1994年（短編集）
- 『淀君』講談社 1995年 のち文庫
- 『女の浮城』読売新聞社 1996年（『東京スポーツ新聞』1995年4月4日-8月31日）
- 『毛利元就と女達』朝日出版社 1996-1997年（『東京スポーツ新聞』1996年4月1日-）
- 『老雄・名将直伝の指導力 夢を託した者にだけ伝えたリーダー論』青春出版社 1996年、改題『秀吉・家康に学ぶ乱世のリーダー論』青春文庫
- 『徳川慶喜の見た明治維新 歴史の激流の中で、その運命の選択』青春出版社・プレイブックス 1997年
- 『新門辰五郎伝』中公文庫、1998年
- 『絵島生島 大奥秘図』読売新聞社 1999年 のち学研M文庫
- 『信康謀叛』文藝春秋 2000年
- 『かくれ里紀行』アールズ出版 2000年
- 『千姫狂乱』祥伝社 2000年
- 『歴史に学ぶ「叛逆者」の人生哲学』集英社文庫、2000年
- 『悪党伝 婆裟羅一平』学研M文庫 2002年
- 『七人目の刺客』文芸社 2002年（短編集） のち小学館文庫
- 『敗者から見た明治維新』日本放送出版協会 NHK人間講座 2002年
  - 『敗者から見た明治維新 松平容保と新選組』日本放送出版協会 2003年
- 『深川しぐれ河岸』文芸社 2003年（短編集）
- 『わが師山本周五郎』第三文明社 2003年 のち集英社文庫
- 『愚直に生きる 幕末列伝敗者の美学』創美社 集英社 2004年
- 『五稜郭の夢』第三文明社 レグルス文庫 2004年（短編集）
- 『士道遥かなり 疾風新撰組』第三文明社 2004年 - 2005年
- 『新剣豪伝』巻の1-4 原書房 2008年 - 2009年
- 『戦国秘曲信玄と女』だいわ文庫 2008年
- 『戦国秘曲信虎と女』だいわ文庫2008年
- 『怒涛のごとく 菊池寛実の不屈の生涯』原書房 2008年

作品集
- 『早乙女忍法全集』（全15巻）青樹社 1964年-1965年
- 『早乙女貢 長編伝奇全集』（全10巻）光風社書店 1980年-1981年
「かげろう伝奇」「花笛伝奇」「猫魔岳伝奇」「妖刀伝奇」「緋牡丹伝奇」「死神伝奇」（「死神は黒衣をまとう」改題）「八幡船伝奇」「まぼろし伝奇」など

画文集
- 『江戸を歩く』平凡社 1984年、改題『江戸あるき西ひがし』小学館文庫
- 『会津の詩』新人物往来社 1986年
- 『ヨーロッパの午後』講談社 1991年
- 『史話 江戸を歩く』新人物往来社 1993年
- 『幕末維新を往く』新人物往来社 1997年

## 外国語訳
- Okei: A Girl From the Provinces Kenneth J. Bryson (2009)

## 映像化作品
テレビドラマ
- 『忍法かげろう斬り』フジテレビ、1972年、渡哲也・渡瀬恒彦
- 『若き日の北條早雲』テレビ朝日、1980年、北大路欣也（原作『北條早雲』）
- 時代劇スペシャル『花笛伝奇』フジテレビ、1983年、松方弘樹

映画
- 『竜馬を斬った男』松竹、1987年、山下耕作監督、萩原健一